# 백설공주 (2025년 영화)
《백설공주》(영어: Snow White)는 2025년 개봉한 미국의 뮤지컬 판타지 영화이다. 마크 웨브가 감독을 맡았으며, 1937년 동명 디즈니 애니메이션 영화를 실사화한 작품이다. 배우 레이철 제글러가 주인공 백설공주를 연기한다.

## 줄거리
자애로운 여왕이 눈보라 속에서 딸을 낳는다. 그날을 기념하기 위해 여왕과 남편은 아이의 이름을 백설공주라고 지었다. 몇 년 후, 여왕이 갑작스러운 병으로 죽자 왕은 군사 원정을 떠나기 전 황급히 재혼한다. 그가 사라지자 새 여왕은 왕위를 찬탈하고, 아름다움을 능가하는 허영심으로 자신을 드러낸다.
악마 여왕의 통치 아래 신민들은 궁궐에 갇히거나 근위병으로 징집된다. 한편 백설공주는 궁궐에 갇힌 채 부엌 하녀로 일해야 한다. 백설공주의 아름다움이 자신의 아름다움을 능가할까 봐 두려워 여왕은 매일 마법 거울에게 "누가 가장 아름다운가"라고 묻는다. 거울은 항상 백설공주에게 유리한 답을 한다.
어느 날, 백설공주는 산적 무리의 우두머리인 조나단이 식료품 저장실을 습격하는 것을 목격한다. 그가 문에 묶이는 형벌을 받자, 백설공주는 그를 풀어준다. 같은 날, 마법의 거울은 백설공주를 가장 아름다운 여인으로 여긴다. 여왕은 왕실 사냥꾼에게 백설공주를 숲으로 데려가 죽이고 보석 상자에 넣어 심장을 가져오라고 명령한다. 사냥꾼은 백설공주에게 여왕의 의도를 경고한다. 사냥꾼의 재촉에 백설공주는 숲 속 깊은 곳으로 도망친다.
숲속의 생물들이 백설공주를 외딴 오두막으로 이끌고 잠이 든다. 그날 밤, 백설공주는 다이아몬드 광산에서 일하는 일곱 명의 "마법의 존재"[a]들과 마주친다. 그들은 백설공주를 불쌍히 여겨 그곳에 머물도록 허락한다. 한편, 마법의 거울을 통해 백설공주가 아직 살아 있다는 사실을 알게 된 여왕은 사냥꾼을 가두고 수색을 명령한다.
백설공주와 조나단은 숲에서 다시 만나 경비병들과 산적들을 물리친다. 조나단이 왕을 찾으러 떠나기 전, 두 사람은 서로에 대한 마음을 깨닫는다. 백설공주는 왕이 아직 살아 있을지도 모른다고 생각한다. 조나단은 경비병들에게 잡혀 여왕에게 감금된다. 여왕은 백설공주의 행방을 알아낸다. 비밀의 방으로 후퇴한 백설공주는 행상인으로 변신하여 백설공주에게 잠자는 죽음의 저주를 내리기 위해 독사과를 만든다.
백설공주의 친구들이 일하러 떠난 후, 여왕은 백설공주의 오두막을 찾아 조나단의 동맹이라고 속여 백설공주를 속여 사과를 먹게 한다. 그리고 의붓딸에게 자신이 아버지를 죽였다고 밝힌다. 백설공주는 "잠자는 죽음"에 빠지고, 여왕은 성으로 후퇴한다. 친구들이 돌아와 백설공주의 잠든 시신을 발견한다. 탈출한 조나단은 백설공주의 죽음을 발견하고 슬픔에 잠긴 듯 입을 맞춘다. 잠에서 깨어난 백설공주는 친구들과 조나단의 산적들을 모아 사악한 여왕을 몰아낸다.
백설공주는 계모에게 맞선다. 계모는 백설공주에게 왕좌를 차지하라고 강요하며 백설공주의 손에 다이아몬드 단검을 쥐어준다. 백설공주는 그녀를 해치려 하지 않고, 사람들에게 부모님 통치 시절 왕국이 어떤 모습이었는지 상기시켜 준다. 기억과 공주의 친절에 감동한 경비병들은 여왕에게 맞서 백설공주의 친구들, 산적들, 사냥꾼들, 그리고 시민들과 힘을 합친다. 여왕은 백설공주를 공격하려 하지만, 친구들과 산적들은 그녀를 보호한다. 마법 거울은 여왕에게 백설공주는 그녀의 친절과 정의로움 덕분에 항상 자신보다 공정할 것이라고 말한다. 백설공주는 여왕이 거울을 파괴하는 것을 목격하게 되고, 거울이 그녀의 힘의 원천임이 밝혀진다. 그 결과, 백설공주는 유리로 변해 마법 거울이 스스로 복구되는 동안 소용돌이 속으로 사라진다.
성대한 축하 행사에서 새 여왕으로 임명된 백설공주는 나라를 정의롭게 다스린다.

## 출연진
영어
- 레이철 제글러 - 백설공주 역
- 갈 가도트 - 그림하일드 역
- 앤드루 버냅 - 조나던 역
- 안수 카비아 - 사냥꾼 역
- 패트릭 페이지 - 마법의 거울 역
- 앤드루 바스 펠드먼/자이 베토트(모션캡처) - 덤벙이 역
- 타이터스 버지스/리아 헤일(모션캡처) - 부끄럼 역
- 마틴 클레바/오마리 버나드(모션캡처) - 심술이 역
- 제이슨 크래비츠/도미닉 오언(모션캡처) - 재채기 역
- 조지 살라사르/데이비드 버치(모션캡처) - 행복이 역
- 제러미 스위프트/조너선 본(모션캡처) - 박사 역
- 앤디 그로틀루션/샌디 포스터(모션캡처) - 졸음이 역
- 해들리 프레이저 - 선대 왕 역
- 로레나 앤드리아 - 선대 왕비 역
- 조지 애플비 - 퀴그 역
- 두조나 기프트 - 메이플 역

한국어
- 김수연 - 백설공주 역
- 최현선 - 그림하일드 역
- 이주승 - 조나던 역
- 김정훈 - 사냥꾼 역
- 정영웅 - 마법의 거울 역
- 남도형 - 덤벙이 역
- 홍승효 - 부끄럼 역
- 이병용 - 심술이 역
- 정의택 - 재채기 역
- 홍범기 - 행복이 역
- 이장원 - 박사 역
- 방성준 - 졸음이 역
- 김희승 - 퀴그 역
- 한신 - 왕 역
- 사문영 - 왕비, 메이플 역
- 김현욱
- 황창영

## 논란
- 백설공주의 영어 이름은 '스노우 화이트'로, 이름처럼 피부가 하얀 공주 캐릭터이다. 원작 만화에서는 백인으로 묘사된 주인공이 실사 영화에서 히스패닉계 레이첼 지글러로 캐스팅되면서 팬들 사이에 논란이 일고 있다. 또한, 디즈니는 2022년 주요 캐릭터인 일곱 난쟁이를 새로운 방식으로 등장시킬 것이라고 발표했다.  왜소증을 앓고 있는 배우 피터 딩클리지가 난쟁이라는 캐릭터가 왜소증 환자에게 불쾌함을 야기한다고 비판했기 때문이라고 한다.[1]